# 岸波莉穂
岸波 莉穂（きしなみ りほ、1992年4月23日 - ）は、日本の元グラビアアイドル。
東京都出身。イエローランド所属。

## 略歴・人物
2006年2月、13歳の美少女現役中学生としてデビュー。以来『月刊クリーム』などのお菓子系グラビア誌を中心に活動。
U-15ジュニアアイドルとして活動していたが、活動期間はたった3年程であり、2009年以降は一切の芸能活動を行なっておらず、事実上引退状態となっている。
本人のブログから、16歳（2008年）のときは学校に通いつつファミリーレストランでアルバイトをしていたことが分かっている（この時点では芸能活動継続中）。

## 出演

### テレビ
- はぴひる!（TBS）

## 作品

### DVD
- 莉穂の挑戦。（2006年2月17日、心交社）[6]
- トマト 岸波莉穂 13才（2006年5月26日、ローランズ・フィルム）
- 好きになっちゃった（2006年7月24日、アートハウス・ゴン）
- 莉穂の季節（2006年10月20日、竹書房）[7]
- りほんちゅ。（2007年1月12日、心交社）[8]
- YOGAっ娘クラブ 岸波莉穂〜14歳楽しいヨガ・ポーズ〜（2007年2月、イーネットフロンティア）[1]
- 岸波莉穂 初恋U15（2007年4月25日、ジーオーティー）[9]
- 再来（2008年11月30日、アイドルファクトリー）

オムニバス作品
- Chu-Boh学園'06春（2006年） 共演：野口ちえこ、加藤彩、三浦千穂、湯川舞、永瀬麻帆、鈴木絵美華、佐々木麻耶、今井さら、柏静香、山口ひかり、桐嵯梨、しほの涼、小川櫻子、須田琴子、月愛乃神楽、あおい美海
- Cream DVD-BOX（2006年12月） 共演：鮎川穂乃果、木嶋のりこ、杏野はるな、末永佳子、水沢友香、せきあゆみ、石川優美、稲村もと、青山ひなた
- Chu-Boh学園'07初春（2006年12月） 共演：小野明日香、小林万桜、山口ひかり、桐嵯梨、藤井玲奈、真奈、篠崎愛他
- 制Girls学園 Vol.2（2007年6月2日） 共演：湯之上知子、鈴木凛、梶浦愛子
- クレープ（2007年8月25日） 共演：多田瑞穂、植野千尋、坂本りおん

## 書籍

### 写真集
- 莉穂の決心（2006年2月、撮影：会田定広、心交社）
- 莉穂 13歳（2006年6月、撮影：中村誠作、リイド社）
- 放課後Reborn〜りほ14歳〜（2006年9月、撮影：安藤青太、マイウェイ出版）- ムック本写真集
- Middle Of Generation（2006年12月、撮影：中村誠作、リイド社）